# Урбниси
Урбниси (груз. ურბნისი) — античный и раннесредневековый город в Грузии, ныне село, входящее в Карельский муниципалитет края Шида-Картли. Является также духовным центром Урбнисской епархии. Расположен на левом берегу реки Кура, в 10 километров западнее города Гори.

## История
Являлся в прошлом значимым городом Иберии. Археологические исследования показали, что данная местность была заселена уже в III тысячелетии до нашей эры. Поселение росло, и в IV веке до н. э. стало городом с процветающей торговлей и культурой. Руины крепости, богатых бань, языческих святилищ и даже синагоги свидетельствуют о важности города. Найдены также обожжённые структуры и округлые камни, используемые для катапульт, что, вероятно, говорит об осаде и упадке поселения в середине III века до н. э.
Новая эпоха в жизни Урбниси началось с обращением Иберии в христианство. С этих времён город становится крупным центром грузинской православной культуры. С VI по VII век вокруг города возведена система укреплений: земляной вал из саманного кирпича-сырца с башнями-контрфорсами, имеющими окна и соединёнными между собой ходами. Это, однако, не помешало, арабскому полководцу Марвану (халиф с 744 по 750 год) захватить город в 730-е годы. После вторжения Урбниси превратился в небольшую деревню. Тем не менее, продолжал функционировать монастырь Святого Стефана как центр грузинской православной епархии.

## Достопримечательности
В монастыре находится собор Урбниси — трёхнефная базилика VI—VII века, которая перестроена дважды — в X и XVII веках. Это бесхитростный и большой храм на двенадцати прочных столбах на три нефа. На стенах монастыря немало надписей, которые считаются древними образцами грузинского письма VI—VII века.
Около села есть купольный храм Руиси (VII—IX век), служащий центром Урбнисской и Руисской епархии, относящейся к Грузинской православной церкви.
И монастырь, и храм известны поместным церковным собором, созванным здесь в 1103—1104 годы грузинским царём Давидом Строителем для решения проблем в Грузинской православной церкви.

## Научные исследования
В 1953—1955 в поселении были проведены археологические раскопки, в ходе которых, помимо руин городских кварталов, обнаружены раннесредневековые и античные могильники, следы построек раннего железного и бронзового веков, два неолитических поселения земледельцев.